# Río Flathead

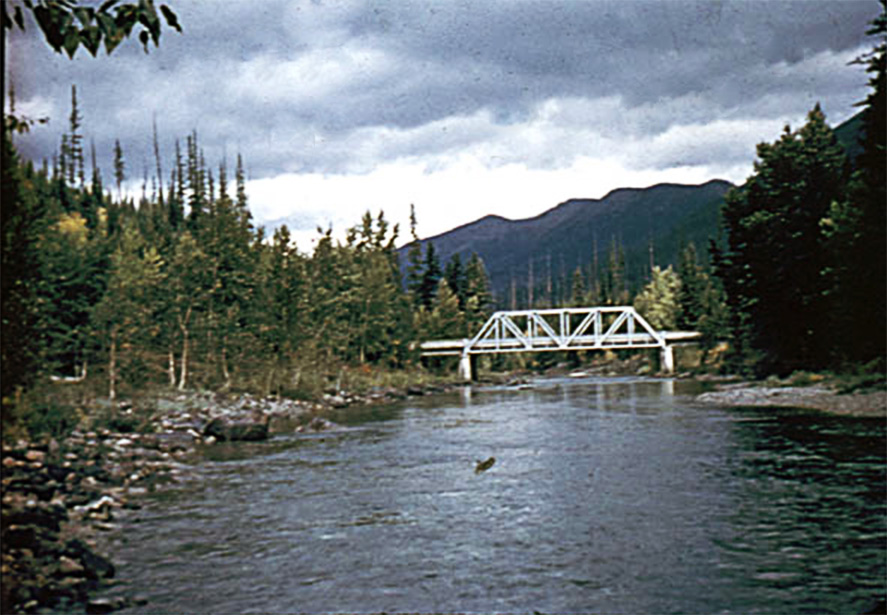
Middle Fork, cerca de Essex, Montana

El río Flathead nace en la provincia de la Columbia Británica, Canadá desde donde fluye hacia el noroeste de Montana, Estados Unidos. En este estado, penetra en el lago Flathead en el Parque nacional de los Glaciares, antes de unirse al río Clark Fork. El río tiene tres fuentes o ramales, el Norte, el Medio y el Sur. 
El 12 de octubre de 1976, varios tramos estadounidenses del río y sus fuentes fueron declarados como río salvaje y paisajístico nacional (National Wild and Scenic River), de los que 97,9 millas son consideradas salvajes («Wild»), 40,7 millas, paisajísticas o pintorescas («Scenic»), y 80,4 millas, recreacionales, con un total de 219.0 millas. Los tramos declarados son el Ramal Norte desde la frontera canadiense hasta la confluencia con el ramal Medio; el ramal Medio desde sus fuentes hasta la confluencia con el ramal Sur; el ramal Sur desde sus fuentes hasta el embalse Hungry Horse.